# Stade de Reims 1956-1957
Questa voce raccoglie le informazioni riguardanti il Stade de Reims nelle competizioni ufficiali della stagione 1956-1957.

## Avvenimenti
Lo Stade Reims raggiunge il terzo posto in campionato. In coppa si fa eliminare ai sedicesimi dal SCU El Biar (2-0) dopo aver superato il Mulhouse 4-0 nel turno precedente.

## Organico 1956-1957

### Rosa
| N. |                    | Ruolo | Calciatore       |
| -- | ------------------ | ----- | ---------------- |
|    | Francia (bandiera) | P     | Marcel Dantheny  |
|    | Francia (bandiera) | P     | René Jacquet     |
|    | Francia (bandiera) | D     | Raoul Giraudo    |
|    | Francia (bandiera) | D     | Robert Jonquet   |
|    | Francia (bandiera) | D     | Simon Zimny      |
|    | Francia (bandiera) | C     | Jean Davanne     |
|    | Francia (bandiera) | C     | Raymond Cicci    |
|    | Francia (bandiera) | C     | Michel Hidalgo   |
|    | Francia (bandiera) | C     | Robert Lamartine |

| N. |                    | Ruolo | Calciatore      |  |
| -- | ------------------ | ----- | --------------- |  |
|    | Francia (bandiera) | C     | Armand Penverne |  |
|    | Francia (bandiera) | C     | Robert Siatka   |  |
|    | Francia (bandiera) | A     | Just Fontaine   |  |
|    | Francia (bandiera) | A     | Raymond Baratto |  |
|    | Francia (bandiera) | A     | René Bliard     |  |
|    | Francia (bandiera) | A     | Léon Glovacki   |  |
|    | Francia (bandiera) | A     | Michel Leblond  |  |
|    | Francia (bandiera) | A     | Jean Vincent    |  |